# Валамски манастир
Валамски манастир је манастир Руске православне цркве, који се налази у Валамском архипелагу на острву усред језера Ладога, покрајина Карелија.

## Назив
Реч Валам долази из угрофинског језика и означава северну земљу.

## Историја
Према некима манастир је основан за време апостола Андрије Првозваног. Данас се као датум оснивања помиње се 1407. година. Друга теорија говори о монаху из 10. века Сергеју Валамском, који је манастир установио са карелијским другаром Херманом.
Валамски манастир је био најсевернија тачка Православне цркве према угрофинским паганима и касније западна према католицима Тавастије, Савоније и протестантске шведске Карелије. У 16. веку, за време руско-шведског рата, био је разаран од стране Швеђана, тада је страдало доста монаха у манастиру. Напади Швеђана су били и 1611. и 1715, када су манастир и спалили. Граница је тада текла усред језера Ладога. У 18. веку манастир је обновљен, а 1812. долази под Велику кнежевину Финску, која је била део Руске Империје. 
Године 1917. Финска постаје независна, а Финска православна црква, која је прије била под руском патријаршијом, постаје аутономна под Цариградском патријаршијом. Тако је Валамски манастир био једно време најважнији храм Финске православне цркве. Литургија је са црквенословенског језика прешла на фински језик а календар са јулијанског на грегоријански. Те су промјене биле спорне у монашкој заједници у манастиру.
За време Другог светског рата Финци су манастир евакуисали, тада је 150 монаха побегло у унутрашњост Финске и основало Нови Валамски манастир у граду Хејнавези (Heinävesi), који је данас једини манастир Финске православне цркве, након евакуације осталих у рату.
Након пада комунизма Валамски манастир је 1989. године уживао патронат руског патријарха Алексија II, који је често обишао тај манастир.
Валамски манастир је данас познат и по одличном мушком хору, који је 5-члански, са чијим турнејама по свету сабиру новац за обнову манастира.

## Посјета манастиру
Годишње манастир обиђе око 100 хиљада туриста и поклоника. 